# Ascanio Bascuñán Santa María
Ascanio Bascuñán Santa María (Concepción, 26 de mayo de 1860 - 24 de abril de 1935) Fue un ingeniero geógrafo y político chileno.

## Biografía
Fue hijo de Luis Bascuñán Guerrero e Ignacia Santa María Cea.
Estudió en el Liceo de Concepción hasta 1879 y en el Instituto Nacional en Santiago. Ingresó a la Facultad de Ciencias Físicas y Matemáticas de la Universidad de Chile, donde obtuvo el título de ingeniero geógrafo el 3 de septiembre de 1883.
Durante la Guerra Civil de 1891, participó en las Batallas de Placilla y Concón, como ayudante del Batallón No.3 del Ejército Congresista.
Fue miembro del Partido Radical al cual ingresó en 1894.
Fue ministro de Ministerio de Guerra y Marina, en el gobierno de Germán Riesco, desde el 12 de mayo de 1904 al 18 de marzo de 1905.
Diputado por Temuco e Imperial durante el período 1903-1906; integró la Comisión Permanente de Gobierno y la Comisión Permanente de Policía Interior. Fue miembro de la Comisión Conservadora para el receso 1903-1904. 
Diputado por Temuco, Imperial y Llaima, en el período 1909-1912; presidente de la Cámara, 29 de octubre de 1909. Integró la Comisión Permanente de Guerra y Marina, de la que fue su presidente. Fue miembro de la Comisión Conservadora para el receso 1909-1910.
Electo senador por Santiago, período 1912-1918; integró la Comisión Permanente de Guerra y Marina; durante su segundo periodo senatorial fue senador reemplazante en la Comisión Permanente de Guerra y Marina y luego la integró nuevamente.
Además de su vasta labor legislativa, fue presidente de la Sociedad Científica de Chile; miembro y Superintendente del Cuerpo de Bomberos y miembro Honorario de la 11a. Compañía de Bomberos de Santiago; presidente de la Sociedad de Fomento Fabril (SOFOFA).
Entre otras actividades, fue también miembro de la Junta de Vigilancia de la Escuela Profesional de Niñas de Santiago; director de la Compañía de Transportes Unidos en 1902.
Incursionó en la fabricación de papel con fibras de palma y obtuvo patente de privilegio para la elaboración de planchas acanaladas impermeables de la misma materia prima nacional.
Socio del Instituto de Ingenieros, miembro y director de la Sociedad Nacional de Agricultura (SNA); miembro y director de la Sociedad de Instrucción Primaria.
Se casó con Isabel Echeverría Bascuñán, de cuya unión nacieron sus hijos Óscar, Ester, Ines, Alfredo, Jorge, Arturo y Carlos.
Falleció el 24 de abril de 1935.